# ام‌اس رنسانس
ام‌اس رنسانس (به انگلیسی: MS Renaissance) یک کشتی است که طول آن 492 feet می‌باشد. این کشتی در سال ۱۹۶۶ ساخته شد.